# Покровська група

Місце розташування поховань Покровського типу на карті

Покровська група — група поховань у степовій зоні Східної Європи, яку датують кінцем IV століття — кінцем V століття. Зазвичай їх відносять до гунських поховань, хоча етнічна приналежність достеменно невідома.
Гробниці поділяють на дві хронологічні групи — до середини V століття вони мали характерну поліхромну кераміку, яка згодом зустрічалася рідше, але з'явилися золоті аплікації зі штампованим людським обличчям. Досліджені поховання розташовані вздовж нижньої та середньої течії Волги, на північ від Кавказу та в Криму до нижньої течії Дністра на заході. Назва групи походить від міста Покровськ Саратовської області, де виявили одну з характерних могил.
Поховання здійснювали в кургани, створені раніше, накриті надгробною плитою, кістяки зорієнтовані переважно на північний схід. У могилах знайдені кістки коней та інших тварин, прикраси та наконечники стріл. Більшість з вище вказаних особливостей поховального обряду відомі з попереднього сарматського періоду, а новим елементом є часткове поховання коней. Аналогічний поховальний обряд відомий у Західному Сибіру та на Приураллі з ІІ тис. до н. е. Ймовірно, що поховання покровського типу в Східній Європі належить фіно-угорським племенам Гунського союзу.
Значна кількість характерних рис для поховань покровської групи збереглися в похованнях сивашівського типу, пов'язаних з праболгарами.